# Pracovní sobota
Pracovní sobota je označení sobot, které i po zavedení pětidenního pracovního týdne zůstaly pracovní, a to buď jako další pracovní den navíc, nebo z důvodu náhrady za některý státem uznaný svátek. Do zavedení pětidenního pracovního týdne se v sobotu do práce chodilo stejně jako v jiné pracovní dny, a každá sobota tak byla pracovní, ovšem pracovní doba bývala kratší, například šestihodinová.

## Pracovní soboty v Československu
V roce 1966 byla ve Sbírce zákonů zveřejněna vyhláška Státní plánovací komise č. 62/1966, která určovala rozsah možného zavádění volných sobot v zejména dolech a závodech s třísměnným či nepřetržitým provozem. Od počátku roku 1967 se s volnými sobotami začalo experimentovat na školách. V souvislosti se zkracováním pracovní doby v západních zemích byl v roce 1968 zaveden pětidenní pracovní týden i v Československu, se dvěma dny pracovního volna. I po tomto přechodu byly vyhlašovány některé soboty jako pracovní. Sobota, kdy se muselo z rozhodnutí vlády jít povinně nejen do práce, ale i do školy, se nazývala pracovní sobota. Pracovních sobot, které nesouvisely s přesunem pracovního volna, postupně během 80. let ubývalo – poslední taková byla 11. března 1989.
Podle nepotvrzené hypotézy byla důvodem pro vyhlašování pracovních sobot dávno po uzákonění pětidenního pracovního týdne snaha centrálních plánovacích orgánů dosáhnout stejného počtu pracovních dnů v jednotlivých letech pětiletky.
V polovině 80. let nastal dočasný nárůst pracovních sobot. V několika případech byla za dodatečný pracovní den určena i neděle, což nastávalo okolo Vánoc, Nového roku, 1. máje a výročí osvobození, pokud tyto svátky připadly v průběhu týdne. Jako příklad lze uvést dvě pracovní neděle po sobě v roce 1985 – 5. a 12. května. Například pracovní dny byly z 2. a 3. května přesunuty na 4. a 5. (na sobotu a neděli). Smyslem bylo vytvořit nepřetržité tři dny pracovního volna 1., 2. a 3. května 1985.
V roce 1990 byly uvažovány tři pracovní soboty: 28. dubna (namísto Velikonočního pondělí 30. dubna), 22. prosince (namísto Štědrého dne připadajícího na pondělí) a 29. prosince (namísto pondělí 31. prosince). Nakonec byla realizovaná jen první jmenovaná.
Mimo centrálně stanovené pracovní soboty se v některých místech vyhlašovaly i další dodatečné pracovní soboty. V letech 1968 a 1969 se pořádaly víceméně dobrovolné pracovní „Dubčekovy“ sobotní směny na podporu reformního vedení státu. Proslulé jsou také pozdější „mamulovky“, které vyhlašoval krajský tajemník KSČ v Severomoravském kraji Miroslav Mamula.

## Pracovní soboty v jiných zemích RVHP
Pracovní soboty byly obvyklé i v jiných zemích východního bloku, v Sovětském svazu jich bylo mnohem více než v Československu, jednalo se o tzv. subbotniky.
Leninský subbotnik (případně voskresnik) se pracovní sobotě podobá jen zdánlivě; šlo o „dobrovolně povinnou“ neplacenou práci nikoli v řádném zaměstnání, ale v domovské obci, zpravidla při úklidu, rekonstrukci veřejných budov či škol a podobně. Leninskému subbotniku se spíše než pracovní sobota podobá Akce Z.

## Kulturní odkazy
Na střídání pracovních a nepracovních sobot v šedesátých letech odkazuje refrén Krylovy písně:
| „                      | Na ostří nože, rezavé a tupé zavěsí změny lichá sobota, stelu si lože v dospávárně kupé, noc ranní směny v šeru života. | “ |
| — Karel Kryl: Ocelárna | |   |